# کرافورد ۷۳۲۷
سیارک ۷۳۲۷ (به انگلیسی: 7327 Crawford، نامگذاری:1983RZ1) هفت هزار و سیصد و بیست و هفتمین سیارک کشف شده‌است که در ۶ سپتامبر ۱۹۸۳ کشف شد.
قدر مطلق سیارک برابر ۱۴٫۵۰ است.